# Hailgairs häll
Hailgairs häll, med signum G 343, är en runsten funnen 1980 i samband med utgrävningar vid S:t Hans och S:t Pers kyrkoruiner i Visby på Gotland. Den är anmärkningsvärd för sin invecklade återbrukshistoria. Stenen är i dag placerad i Gotlands fornsal.

## Stenen
Stenen, som blev sönderslagen i tre bitar, var ursprungligen en stående bildsten från folkvandringstiden, men höggs om till rektangulär form och återanvändes kring år 1100 som en liggande, runristad gravhäll över Hailgair. Senare under medeltiden slogs även gravhällen sönder och återanvändes som kantfoder till en annan grav där delarna hittades 1980. Stenen har en välformad ornamentik i Urnesstil med två ormslingor som glider utmed ytterkanterna och inramar ett i mitten placerat kristet och dekorativt kors. Runorna blev identifierade först 1982. Tre translittererade versioner följer nedan:

## Inskriften
Translitterering av runraden:
§A ...n : raisti : kubl : eftiʀ : hailkaiʀ : fa... ... ¶ (k)-... ... -aulu : hans : eu : miþan : uaralt : uakiʀ : ligʀ : merki : hier : yfiʀ : mani : þaim : aʀ : erfiki : iftiʀ -erþi ¶ ... auk : þorlaifʀ : þau : ristu stain 
§B f-------...
Normalisering till runsvenska:
§A ... ræisti kumbl æftiʀ Hæilgæiʀ fa[ður](?) ... G[uð](?) ... [s]alu hans. Æi meðan verald vakiʀ, liggʀ mærki hiar yfiʀ manni þæim, eʀ ærfingi æftiʀ [g]ærði ... ok Þorlæifʀ þau ristu stæin. 
§B ...
Översättning till nusvenska:
...n reste vården av Hailgair ... hans själ. Alltid medan världen varar ligger minnesmärket här över den man som arvingen gjorde det efter ... och Torlaif de ristade stenen.
Några runor längs korsarmen karaktäriseras som runklotter från den tiden, då stenen var inmurat i kyrkväggen.